# Жирардо, Анни
Анни́ Сюза́нн Жирардо́ (фр. Annie Suzanne Girardot, 25 октября 1931, Париж — 28 февраля 2011, там же) — французская актриса театра и кино. Лауреат премий «Сезар», премии Венецианского фестиваля.

## Биография
Первоначально намеревалась стать медсестрой, но мечта о сцене привела её в Парижскую консерваторию (Театральная академия). Жирардо училась хорошо, а по вечерам пела в кабаре.
В 1954 году Жирардо окончила учёбу с двумя первыми призами за роли в классической и современной комедии и была приглашена в театр «Комеди Франсез» на амплуа субретки-хохотушки. В 1956 году Жан Кокто предложил Жирардо главную роль в своей пьесе «Пишущая машинка», разглядев в начинающей актрисе недюжинное драматическое дарование. Кокто также стал и автором имиджа актрисы, посоветовав ей остричь волосы и сделать стрижку «под мальчика». Дебют прошёл с огромным успехом, журнал Paris Match посвятил Жирардо целый разворот, а Кокто во всеуслышание объявил молодую актрису «самым красивым драматическим темпераментом послевоенных лет». Жирардо становилась знаменитой, последовали приглашения в кино, которые не очень радовали руководство «Комеди Франсез». Актрисе был предложен контракт, который предполагал большее жалование, но ограничивал её творческую свободу. Не подписав контракта, Жирардо в 1957 году покинула «золотую клетку» Комеди Франсез.
В 1958 году Анни Жирардо снискала огромный успех в спектакле Лукино Висконти по пьесе Уильяма Гибсона «Двое на качелях». Писатель Андре Моруа в журнале Elle за 1959 год назвал Жирардо одной из двух лучших актрис своего поколения (второй была Жанна Моро).
Во второй половине 1950-х годов Анни Жирардо становится одной из самых модных французских актрис, её портреты часто появляются на журнальных обложках, а имя — в заголовках статей и интервью. В 1960 году Жирардо сыграла одну из самых выдающихся своих ролей — проститутку Надю в картине Висконти «Рокко и его братья». Её партнёрами по фильму выступили Ален Делон и Ренато Сальватори, за которого она вышла замуж в 1962 году. (Несмотря на то, что в конце 1960-х годов супруги стали жить отдельно, официально они оставались мужем и женой до самой смерти Ренато Сальватори в 1988 году). Родила от него дочь Джулию. В последующие годы, вплоть до конца 1960-х, ничего равного по значимости роли Нади актрисе предложено не было. Исключение составила лишь роль Кей в фильме Марселя Карне «Три комнаты на Манхэттене», за которую Жирардо получила кубок Вольпи на Венецианском кинофестивале. Фильм, однако, был дружно обруган критикой и не имел прокатного успеха. По непонятным причинам актрисой совсем не интересовались режиссёры французской «новой волны» (за исключением Александра Астрюка, снявшего Жирардо в фильме «Добыча тени»), и её огромное дарование довольно долгий период не было востребовано в полной мере. Спас положение Клод Лелуш, предложивший Анни Жирардо роль в фильме «Жить, чтобы жить» (1967). Актриса сыграла обыкновенную женщину, столкнувшуюся с трудностями во взаимоотношениях в паре. Великолепно сделанная роль, зрелая красота 35-летней актрисы вновь выдвинули Жирардо в первые ряды самых востребованных французских звёзд. В конце 1960-х она играет до восьми ролей в год, уделяет много внимания авторскому кино, снимаясь у таких видных его представителей, как Ги Жилль, Марко Феррери, Александр Петрович.
Перешагнув порог сорокалетия, актриса постепенно отходит от авторского кино и принимается за роли рядовых француженок, обычных парижанок — темпераментных, взбалмошных, трагичных или забавных, в зависимости от жанра картины. В 1970-е годы она становится самой востребованной киноактрисой Франции, неоднократно возглавляя рейтинги популярности по опросам кинематографических журналов. Её визитной карточкой стал фильм «Умереть от любви» (1970), повествующий о трагической связи учительницы средних лет с учеником-подростком. Снималась также в комедиях — таких, как «Старая дева» (1972), «Знакомство по брачному объявлению» (1976), «Склока» (1978) с Луи де Фюнесом. Часто играла феминисток. С ней охотно работали создатели популярного французского кино — у Клода Лелуша она снялась в пяти фильмах, у Андре Кайата — в четырёх, у Филиппа де Брока — также в четырёх.
В начале 1980-х годов Анни Жирардо пережила творческий кризис, связанный с провалом одного из её театральных проектов — мюзикла «Исправлено и дополнено» (режиссёр и автор песенных текстов Боб Деку). Анни участвовала в ещё одном шоу Деку «Маргарита и другие, или Жизнь без антракта», которое имело успех у зрителей, но актриса получила травму непосредственно во время представления, и последующие спектакли пришлось отменить. Проекты Боба Деку практически разорили Жирардо, и, чтобы не попасть в долговую яму, она вынуждена была продать огромную квартиру в центре Парижа. Отношения актрисы с большим кино усложняются — режиссёры не предлагают ничего стоящего, однако Жирардо остаётся любимицей публики, снимаясь на телевидении. В 1990 году Анни получает французскую телевизионную премию «7 d’or» за роль в мини-сериале «Ветер жатв». В 1993 году играла в спектакле «Мадам Маргарет» на сцене Магнитогорского драматического театра имени А. С. Пушкина (режиссёр Валерий Ахадов).
У австрийца Михаэля Ханеке она сыграла роли матерей: тиранки в «Пианистке» (2001) и несчастной — в «Скрытом» (2005).
28 февраля 2011 года Анни Жирардо скончалась в Париже.
Похоронена на кладбище Пер-Лашез вместе со своей матерью (49-й участок, avenue Feuillant/chemin de la Cave).

## Фильмография
- 1955 — Тринадцать за столом / Treize à table
- 1956 — Воспроизведение запрещено / Reproduction interdite
- 1956 — Человек с золотыми ключами / L’homme aux clefs d’or
- 1957 — Любовь — игра, или Моя жена, мой ребёнок и я / L’amour est en jeu ou Ma femme mon gosse et moi
- 1957 — Помада на губах / Le Rouge Est Mis
- 1957 — Пустыня Пигаль / Le desert de pigalle
- 1957 — Мегрэ расставляет сети / Maigret tend un piege
- 1959 — Тугой поводок / La corde
- 1959 — Прошение о помиловании / Recours en grace
- 1960 — Француженка и любовь / La Française et l’amour — Даниэль
- 1960 — Добыча тени / La proie pour l’ombre
- 1960 — Рокко и его братья / Rocco e i suoi fratelli — Надя
- 1961 — Свидание / Le rendez-vous
- 1962 — Преступление не выгодно / Le crime ne paie pas — Габриэль Фенеру
- 1962 — Смог / Smog
- 1962 — Лодка Эмиля / Le bateau d’Emile
- 1963 — Прекрасный суп / La bonne soupe
- 1963 — Порок и добродетель / Le vice et la vertu — Жюльетта Моран
- 1963 — Товарищи / I compagni
- 1963 — Самый короткий день / Il giorno più corto
- 1963 — Другая женщина / L’autre femme
- 1964 — Женщина-обезьяна / La donna scimmia — Мария
- 1964 — Компаньон / Un Monsieur de compagnie
- 1964 — Желание умереть / Una voglia d’morire
- 1964 — Девушка взаймы / La ragazza in prestito
- 1964 — Знатные семьи / Le belle famiglie
- 1964 — Тайная война / La guerre secrete
- 1965 — Три комнаты на Манхэттене / Trois chambres а Manhattan — Кей
- 1965 — Щелчок и шлепки / Declic et des claques
- 1967 — Журналист — Анни Жирардо (камео)
- 1967 — Жить, чтобы жить / Vivre pour vivre — Катрин Коломб
- 1967 — Ведьмы / Le streghe — Валерия
- 1968 — Скоро будет конец света / Bice skoro propast sveta — Реза
- 1969 — Диллинджер мёртв / Dillinger E Morto — горничная
- 1969 — Мужчина, который мне нравится / Un homme qui me plaît — Франсуаза
- 1969 — Эротиссимо / Erotissimo
- 1970 — Послушницы / Les Novices
- 1970 — Она не пьёт, она не курит, она не кадрится, но она болтает / Elle boit pas, elle fume pas, elle drague pas, mais… elle cause !
- 1971 — Умереть от любви[фр.] / Mourir d’aimer) — Даниэль Гено
- 1971 — Мандарин / La Mandarine
- 1972 — Огни Сретенья / Les feux de la Chandeleur — Мария-Луиза Бурсо
- 1972 — Болтает, крадёт… иногда убивает / Elle cause plus… elle flingue
- 1972 — Старая дева (шёл в советском прокате)/ La vielle fille
- 1972 — Нет дыма без огня (в советском прокате «Шантаж») / Il n’y a pas de fumée sans feu
- 1973 — Джульетта и Джульетта / Juliette et Juliette — Джульетта Видаль
- 1973 — Лечение шоком / Traitement de choc — Эллен Массон
- 1973 — Урсула и Грелю / Ursule et Grelu
- 1974 — Подозрение / Il sospetto
- 1974 — Пощёчина / La gifle — Элен Дулеан
- 1975 — Жить надо с риском / Il faut vivre dangereusement
- 1975 — Цыган / Le Gitan
- 1975 — В Сантьяго идёт дождь / Il pleut sur Santiego — Мария Оливарес
- 1975 — Доктор Франсуаза Гайан (шёл в советском прокате) / Docteur Françoise Gailland
- 1976 — Любовь и свежая вода / D’amour et d’eau fraîche
- 1976 — Знакомство по брачному объявлению (шёл в советском прокате) / Cours après moi que je t’attrape
- 1976 — Арденнская ветчина / Jambon d’Ardenne
- 1977 — Последний поцелуй[фр.] / Le dernier baiser
- 1977 — Мишень / Le point de mire
- 1977 — Каждому свой ад / À chacun son enfer — Мадлен Жирар
- 1978 — Склока (в советском прокате «Ссора») / La Zizanie — Бернадет
- 1978 — Давай, мама! / Vas’y maman
- 1978 — Нежный полицейский / Tendre poulet — Лиз Танкерель
- 1978 — Любовь под вопросом / L’Amour en question — Сюзанн Корбье
- 1978 — Ключ в двери / La clé sur la porte
- 1978 — Пробка — Невероятная история / L’ingorgo — Una storia impossibile
- 1978 — Гуляка / Le Cavaleur
- 1979 — Украли бедро Юпитера (в советском прокате — «Сюрприз Афродиты») "On a volé la cuisse de Jupiter — Лиз Танкерель
- 1979 — Бобо Жако / Bobo Jacco
- 1979 — Говорите, мне интересно (шёл в советском прокате)/ Cause toujours… tu m’intéresses !
- 1980 — Сердце наизнанку / Le coeur à l’enverse — Лаура
- 1981 — Всю ночь напролёт / All Night Long — учительница французского языка
- 1981 — Чёрная мантия для убийцы / Une robe noire pour un tueur
- 1981 — Реванш / La Revanche
- 1981 — Жизнь продолжается / La vie continue
- 1984 — Чёрный список / Liste noire
- 1985 — Прощай, барсук / Adieu blaireau
- 1985 — Уйти, вернуться / Partir, revenir — Элен Ривьер
- 1988 — Узницы / Prisonnières
- 1989 — Пять дней в июне / Cinq jours en Juin
- 1989 — Комедия любви / Comédie d’amour
- 1989 — Руфь
- 1990 — Бывают дни… Бывают ночи / Il y a des jours… et des lunes
- 1992 — Плач в ночи
- 1995 — Отверженные / Les Misérables — мадам Тенардье
- 1997 — Отель «Шанхай»
- 2001 — Пианистка / La Pianiste — мать
- 2001 — Это моё тело / Ceci est mon corps
- 2002 — Свободная женщина (Россия)
- 2005 — Скрытое / Caché — мама Жоржа
- 2005 — Просто друзья / Je préfère qu’on reste amis — Мендельбаум
- 2007 — Кристиан / Christian
- 2008 — Воротилы — мадам Жирар

(Перечислены не все фильмы актрисы, и не все, демонстрировавшиеся в советском прокате. Более подробный список см. во французской версии «Википедии»)

## Награды
- 1956 — Приз Сюзанны Бьянкетти лучшей молодой актрисе года («Человек с золотыми ключами»);
- 1965 — премия Кубок Вольпи Венецианского кинофестиваля («Три комнаты на Манхэттене»);
- 1968 — приз за лучшую женскую роль на Фестивале в Мар-дель-Плата («Жить, чтобы жить»);
- 1977 — «Сезар» за лучшую женскую роль («Доктор Франсуаза Гайан»);
- 1977 — итальянская премия Давид ди Донателло («Беги за мной, чтоб я тебя поймала»);
- 1996 — «Сезар» за лучшую женскую роль второго плана («Отверженные»);
- 1999 — Кавалер ордена Почётного легиона[11];
- 2002 — «Сезар» за лучшую женскую роль второго плана («Пианистка»);
- 2002 — французская театральная премия «Мольер» («Мадам Маргарита»);
- 2002 — французская театральная премия «Мольер» — за вклад в театральное искусство.